# 台北國際電信暨網路展覽會
台北國際電信暨網路展覽會（英文：Taipei International Telecommunications and Networking Show，簡稱：Taipei Telecom）是由中華民國交通部電信總局指導，中華民國對外貿易發展協會、台北市電腦商業同業公會、台灣區電機電子同業公會聯手合辦的電信、通訊、網路展覽會，前身為「台北國際電信展覽會」，最早是在1992年首度辦理。國際級電信廠商皆前來參展，最後一次辦理是在2006年的第十二屆。而在2007年確定停辦的情況下，取而代之的是台北市電腦商業同業公會在2007年10月4日舉辦的IP電信暨視訊傳播展覽會。

## 展覽緣起與演變

### 產業推展
台灣的電信產業發展，已經偏向於網路化的趨勢，通訊除了傳統的書信，電話也是不可或缺，並且，電話也在朝向數位化以及光纖化趨勢進行發展，因此，在當時的交通部電信總局局長李炳耀宣布1991年—2000年每年投資新台幣六百億來發展電信產業的同時，以電信產業專題為主，並且是配合國家六年建設所設計的國際專業展覽—台北國際電信展覽會，應運而生。
為了要打造國際知名度，中華民國對外貿易發展協會和英國海外展覽服務公司（Overseas Exhibition Services, Ltd.）在1992年以聯合主辦之形式，邀請歐美地區電信業者參展，當中，包括美國電報電話（AT&T）、易力信、西門子、OKI、北方電訊、富士通等國際知名廠商共襄盛舉，並且於1991年5月16日完成合作參展簽約。

### 走向的轉變
在1999年初，隨著3C與網路時代的逼近，加上網路電話盛行，資訊產業界也開始和通信業者進行合作，進而整合的情形下，傳統的電信也開始漸漸走下坡，網路電信、次世代通訊技術、資訊科技產業都陸陸續續地發展與演進，因此，主辦單位之一的台北市電腦公會認為，每兩年舉行一次的「台北國際電信展覽會」已經不符合業界與消費者的需求，在展覽必須重新確立新走向的情況下，「台北國際電信暨網路展覽會」也成為正式的新名稱，並沿用至今。

### 轉型與沒落
自從電信展在第五屆起，年年舉辦後，展覽的型態仍在維持半專業性的展出，但隨著台灣地區各類電話的普及與企業的轉型，消費者的需求日益明顯的情況下，第九屆開始，電腦公會就解除了「展場禁止零售」的規定，展覽正式轉型成消費展覽，但也因為展覽內容在第六屆時，遭到外界質疑「菜市場」的形象，因而導致國際大廠在第七屆之後，不參與展出的行列，甚至在第九屆時，泛亞電信還號召國際大廠抵制展覽，形成「電信展鬧雙胞」的糾紛，讓主辦的台北市電腦公會與外貿協會非常難堪。
公會與貿協察覺到此問題後，因而在第十一屆時，將檔期拉到暑假期間的七月進行展出，雖然創下歷屆參觀人次最多的紀錄，但因為颱風「海棠」來襲，此項展覽只展出了三天就結束，創下了有史以來，因颱風而停止展覽的先例；最後，2006年舉辦了第十二屆的展覽，品質確實已經完全走樣。
有鑑於此，再加上IP電信產業已成為現今發展的重要趨勢，因此，主導電信展覽的台北市電腦公會，決議於2007年宣布停辦此項展覽，而將展覽中的「IP電信專區」獨立，另行規劃專門的外銷電信展覽「台灣IP電信暨視訊傳播展」（IP Comm Asia），希望藉由此項展覽，讓台灣的網路電信產業走向國際，也希望能夠將原本促進台灣電信產業發展的宗旨再度拉回。

## 相關活動與展區

### 國際電信研討會
國際電信研討會（International Telecommunications and Networks Seminar）最早是在1979年第一度辦理，主要是邀請各國電信產業界技術人士針對電信與通訊發展進行研討，在1992年台北國際電信展首度辦理後，此項研討會也被列入大會活動之一，並且，研討會中也會發表各項通信相關的新技術，而在最近的研討會中，主題則以無線網路、通信產業、VoIP整合為主軸。

### 政府主題館
是由台北市電腦公會負責主導的展區，每年依照主題不同，都會邀請各家電信領域相關業者，展示各種與電信和網路相關的新技術，當中也包括工業技術研究院每年都會配合政府推動的相關計畫。

### IP電信專區
因為展覽轉型的關係，加上資訊產業趨勢逐漸改變，因此，在傳統電信飽和且不敷需求的狀態下，數位化產業之一的IP電信進而成為各國重視的要點，其優勢在於數位訊號的傳輸品質與頻寬的使用率可以大幅地改善，進而，這個展區也在第十一屆時開始設立，並吸引相關服務提供者參展，當中也不乏硬體相關業者。

## 展覽歷史

### 「台北國際電信展覽會」時期
第一屆（1992年2月27日—3月1日）
- 5ESS交換機技術首度在展覽中曝光[2]。
- 由中華電信主辦的國際電信研討會，正式納入大會主題活動[2]。

第二屆（1994年9月27日—9月30日）
- 由卡門公司（Kallman Worldwide）[5]負責的美國館，是本屆展覽的最大參展集團[6]。
- 摩托羅拉的二哥大（CT-2）技術[7]、多媒體產品及網路應用產品[8]，都是會場矚目的焦點。
- 由於廣播電視服務在展覽中受到注意，因此，在會場設置現場直播節目《歡樂好時光》的中國廣播公司也在現場開放國際電話，讓各國聽眾可藉由廣播參與現場直播節目[9]。

第三屆（1996年11月19日—11月22日）
- 展覽中首度規劃網路服務展區，國外廠商的參展意願也逐漸提升[10]。
- 為了推展民營網路服務（ISP），外貿協會首度與當時仍為國營事業的中華電信聯合主辦這項展覽[11]。
- 雖然中華電信極力推展手機相關的服務與法案（包含GSM、DCS等），但因為民眾對於大哥大的普遍認知較少，因此GSM的詢問度比數位式個人通訊系統（DCS）來得更踴躍[12]。

第四屆（1998年9月15日─9月18日）
- 國內外200家廠商使用764個攤位展示，刷新展覽規模[13]。
- 網路電話技術雖然成熟，但交通部電信總局為了避免各家廠商的惡性競爭，因而暫時不開放相關廠商登記，與核發營運許可[14]。

### 「台北國際電信暨網路展覽會」時期
第五屆（1999年8月13日—8月16日）

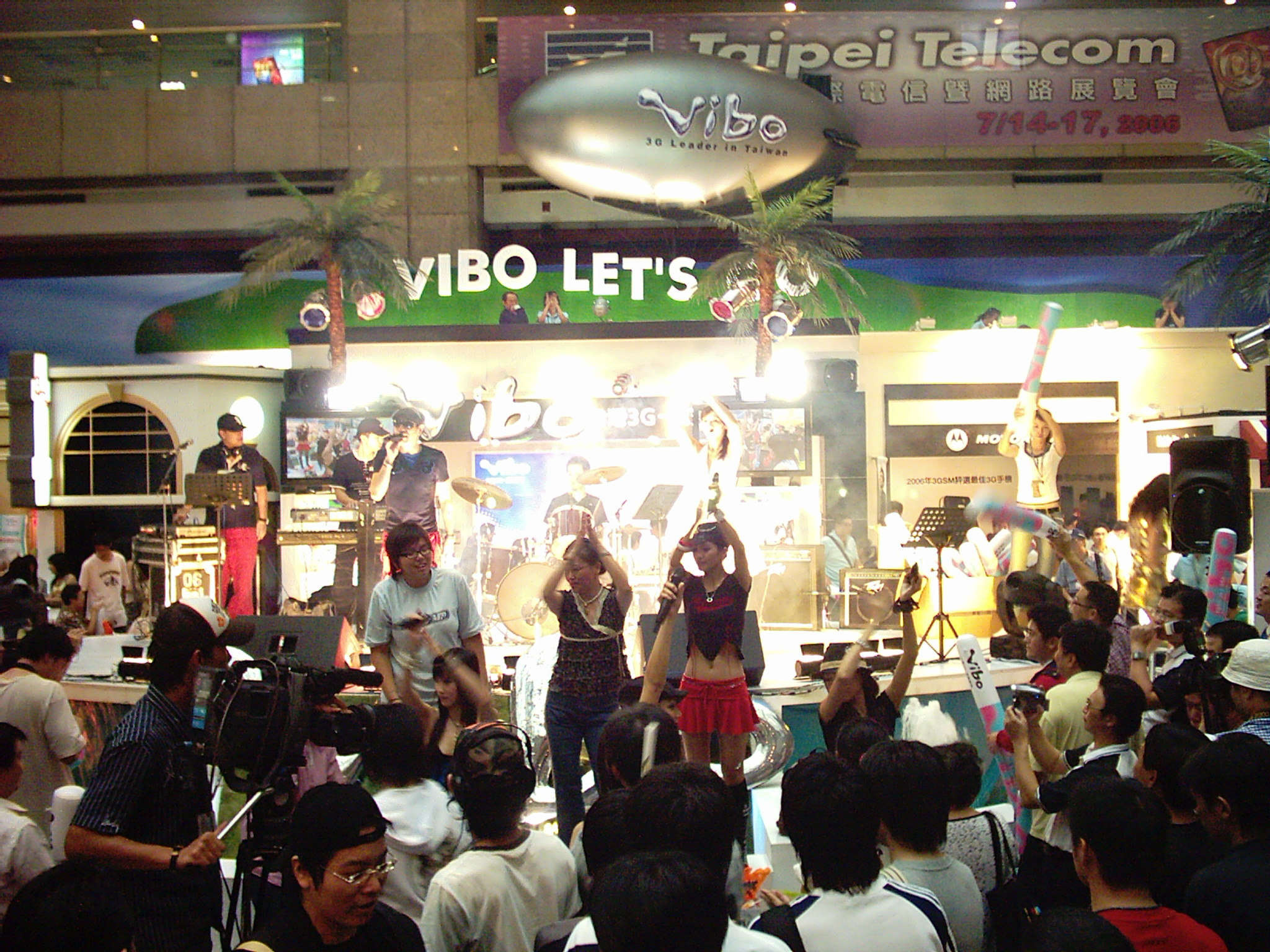
本土廠商舉辦舞台活動引發的噪音問題，因而為這個展覽種下了嚴重的敗筆，進而導致國際廠商抵制展覽。

- 由於主辦單位受到電信相關產業的呼籲，要求展覽改制的關係，因此，一向是兩年一度的展覽，自第五屆起改成每年辦理[15]，並且將展覽名稱定名為「台北國際電信暨網路展覽會」[16]，但為了國際形象，仍然在開幕前兩日的上午設置買主參觀時間[17]。

第六屆（2000年8月31日─9月3日）
- 由於電信服務相關業者紛紛在總統大選後獲得固網的營運許可，因此，展覽中不時可以看到寬頻網路技術的展示，而此項技術也正式影響台灣網路使用者的上網習慣[18]。
- 宏碁集團董事長施振榮、北電網絡亞太區總裁卡瑞特（Masoad A. Tariq）、朗訊科技行動通訊總裁休斯（John Hughes）不僅成為第十七屆國際電信研討會的貴賓群，重量人士來台參訪展覽也成為話題[19]。
- 行動通訊的普及，加上手機上網的功能，各家廠商也紛紛推出PDA、GPRS、3G相關功能的手機[20]。
- 工業技術研究院電信通訊研究所推出「寬頻多種服務接取系統」（Broadband Multi-Service Access System，簡稱BMAS），並與台林、榮群、康全電訊、友勤科技、台聯等網路公司進行合作，主要是整合網路與電信服務，並透過SDH、DSL與DSLAM技術，連接光纖網路，藉以達成寬頻網路的建構，而此項技術也在展覽中進行展示[21]。
- 新世紀資通則是在展覽中搶先公佈國際碼「007」，是所有營運業者中第一個透過光纖網路提供國際電話通訊的業者[22]。
- 由於各家廠商為了進行舞台的宣傳活動，噪音都紛紛超過外貿協會規定的標準85分貝，因此有部份廠商認為，專業性的本質會因而走樣[23]。

第七屆（2001年8月24日─8月27日）
- 由於上屆爆發「菜市場」形象問題，國際大廠如新力、易利信、飛利浦、諾基亞、朗訊、北電等廠商都宣布不參與此項展覽的展出[24]，除此之外，加上經發會在台北國際會議中心同時進行，又遇上抗議人士在世貿週邊示威抗議[25][26]，因而使得參觀人潮大幅縮減。

第八屆（2002年8月23日─8月26日）
- 展覽中首度提供展館接駁車服務，首都客運成為此項服務的得標營運業者，而展覽規模也因為經濟不景氣的影響，大幅縮水[27]。
- 由於展覽開幕當日發生廠商展示的新款手機遭竊，因此主辦單位之一、也是東道主的外貿協會在展覽第二日起加強人員進出的管制，並要求所有廠商加裝保全配備[28]。
- 「IP電信專區」首度在展覽中設置，包含工業技術研究院電信通訊研究所、資訊工業策進會、台灣電訊、信舟電訊、全科科技、全穎科技、安宇科技、鉅康國際電信等廠商參與，其中，網路電信交換機（Soft Switch）、多媒體通訊系統（SIP，Session Initiation Protocol）、網路用戶交換機（IP-PBX）也在此特區中展出，成為企業主爭相採購的重點[29]。

第九屆（2003年8月23日─8月26日）

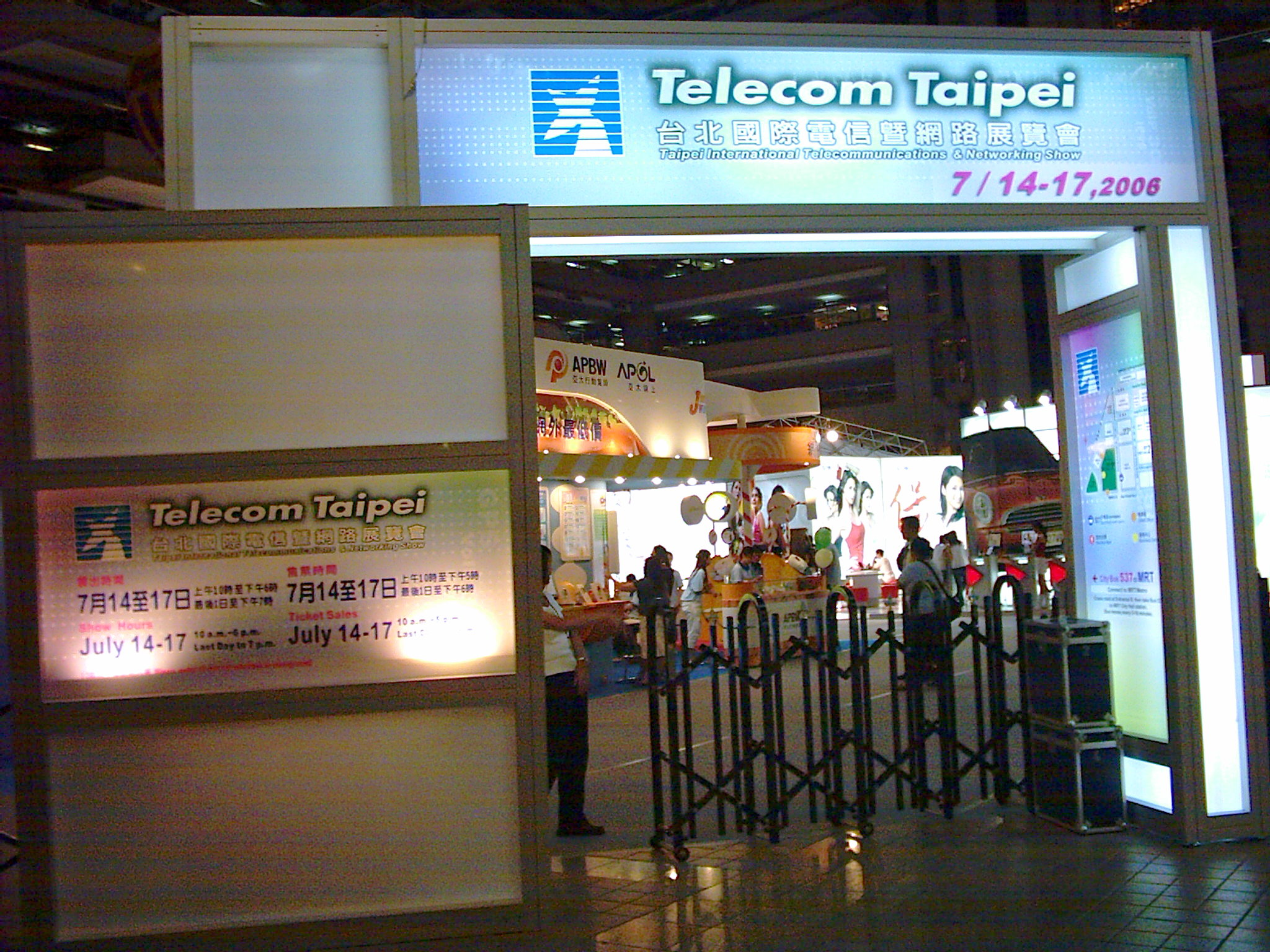
台北國際電信展因為爆發分裂問題，加上素質持續下滑，因而在2006年留下一個不完美的結局。

- 由於泛亞電信認為電信展已經變成一年一度的「大拜拜」展覽活動，無法突顯各家廠商的產品特質，因此也和部分大廠宣布抵制官方電信展覽，進而自行舉辦「Hank聲色新樂園暨行動奇機博覽會」，包含諾基亞、摩托羅拉、LG電子、Panasonic、大霸電子與三星電子等廠商都參與這個廠商自辦展覽[30]。
- 電腦公會取消了「展場禁止展售」的命令，並且開放各家電信業者提供電子行動門票；也就是說，參觀者可憑藉手機上的電子門票簡訊，進場參觀展覽[31]。
- 由於SARS風波稍有波及，以及國際大廠不參展，雖然行動門票下載服務開放，仍有66632人參觀展覽。但因為爆發電信展內鬨風波，導致展覽代表性出現嚴重問題；電腦公會強力抨擊，此現象將導致電信業者、消費者、公協會的「三輸」，進而導致消費者無法理解電信產業的新趨勢與走向[32]。

第十屆（2004年8月26日─8月29日）
- 由於台北市政府推展「無線網路新都」，加上行政院極力推展「M-Taiwan計畫」，其中包含行動通訊與無線網路的「雙網整合」，使得雙網手機成為展覽中的新要角[33]。
- 由於3G服務並不普及，加上相關手機配備昂貴，因此僅有亞太電信開台，中華電信、台灣大哥大、遠傳電信等廠商則是要在2005年開台，但加值服務（手機電視、手機上網）等功能仍舊廣受重視[34]。
- 在泛亞電信與東信電訊紛紛自行辦展、國際廠商宣布不參展等問題沒有解決前，電信展的定位問題依舊被質疑，進而也有媒體表示，台灣難以成為亞洲第一的通訊國家[35]。

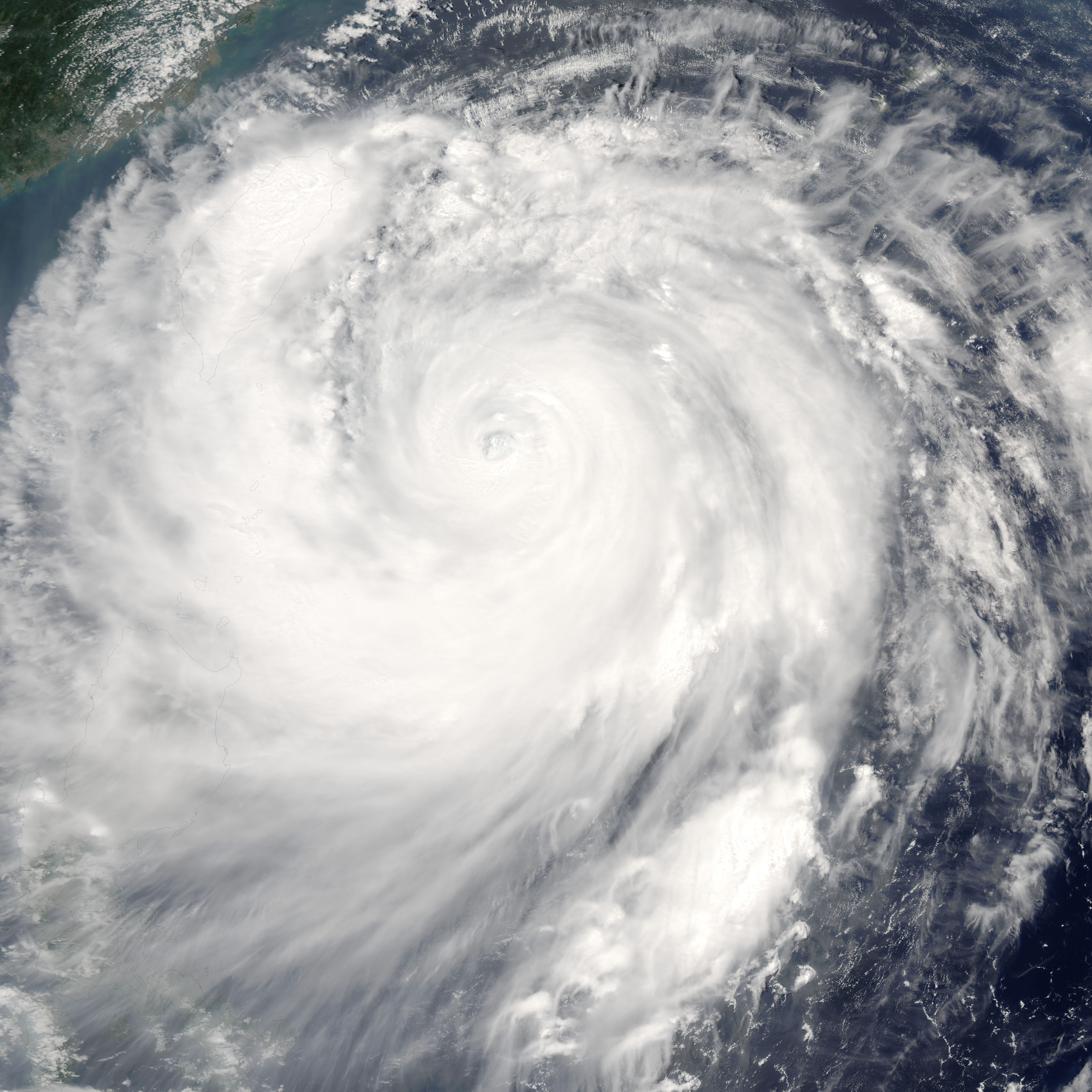
因為海棠颱風的來襲，電信展成為第一個因颱風而提前結束的展覽

第十一屆（2005年7月15日─7月17日）
- 在政府停止展覽補助的影響下，展覽規模嚴重縮水，雖然立法院剛通過「M計畫」相關法案，但因為展覽定位已趨向消費展，因而使品質大打折扣[37]。
- 由於強烈颱風海棠於展覽期間侵襲台灣，進而首度創下因颱風侵襲而停止展覽的紀錄，但三天展期的82378人次的參觀，依舊是歷屆之最[38]。

第十二屆（2006年7月14日─7月17日）
- 3.5G（HSDPA）行動無線上網技術首度於展覽中亮相，中華電信、威寶電信、遠傳電信皆表示會在年底前開放相關服務[39]。
- 雖然電信展險些受到颱風碧利斯的侵襲，差點無法順利開展[40]，但因為展覽開幕日遇上國中基本學力測驗，因此影響到參觀的人潮[41]，再加上台灣大哥大投入弱勢學生的關懷活動，無法參與展出的關係[42]，進而使得本屆的電信展嚴重失色，僅有7.9萬人參觀[43]。

## 資料來源
1. ↑  （中文）莊啟宗. . 產業一版 (經濟日報). 1991年5月17日: 6.
2. 1 2 3  （中文）莊啟宗. . 產業一版 (經濟日報). 1991年5月17日: 6.
3. ↑  （中文）當時名稱也稱之「台北國際通信暨網路展覽會」。
4. ↑  （中文）林淑惠. . 科技 (工商時報). 2007年1月25日: A13.[永久]
5. ↑  （英文）http://www.kallman.com/ （页面存档备份，存于）
6. ↑  （中文）. 工商活動 (經濟日報). 1994年9月26日: 33.
7. ↑  （中文）. 台北國際電信展 (經濟日報). 1994年9月26日: 32.
8. ↑  （中文）楊塵. . 企業要聞 (經濟日報). 1994年9月27日: 9.
9. ↑  （中文）林安寧. . 影視新聞 (中國時報). 1994年9月28日: 22.
10. ↑  （中文）虞煥榮. . 消費資訊 (民生報). 1996年11月14日: 32.
11. ↑  （中文）金麗萍. . 科技產業 (工商時報). 1996年11月15日: 14.
12. ↑  （中文）許斐莉. . 消費 (聯合報). 1996年11月23日: 34.
13. ↑  （中文）費家琪. . 科技產業二版 (經濟日報). 1998年9月14日: 27.
14. ↑  （中文）李宗祐; 胡憶平. . 資訊周報 (中國時報). 1998年9月15日: 39.
15. ↑  （中文）龔俊榮. . 貿易運輸 (工商時報). 1999年2月23日: 11.
16. ↑  （中文）. 商情資訊 (經濟日報). 1999年3月17日: 32.
17. ↑  （中文）李彥甫. . 話題 (聯合報). 1999年8月13日: 5.
18. ↑  （中文）李彥甫. . 國際電信展專刊 (經濟日報). 2000年8月30日: 65.
19. ↑  （中文）費家琪. . 科技產業一版 (經濟日報). 2000年8月30日: 30.
20. ↑  （中文）胡明揚. . ｅ世代 (民生報). 2000年8月30日: D5.
21. ↑  （中文）李青霖. . 企業 (聯合報). 2000年8月30日: 24.
22. ↑  （中文）郭錦萍. . 財經焦點 (聯合報). 2000年8月30日: 21.
23. ↑  （中文）胡明揚. . 3C新聞網 (民生報). 2000年9月4日: D4.
24. ↑  （中文）郭錦萍. . 理財、企業 (聯合報). 2001年8月21日: 22.
25. ↑  （中文）呂郁青; 王皓正. . 科技產業 (經濟日報). 2001年8月27日: 34.
26. ↑  （中文）費家琪. . 科技產業 (經濟日報). 2001年8月28日: 35.
27. ↑  （中文）胡明揚; 許明煌. . 3C新聞網 (民生報). 2002年8月22日: A11.
28. ↑  （中文）呂郁青. . 經濟要聞 (經濟日報). 2002年8月24日: 2.
29. ↑  （中文）呂郁青. . 科技產業二版 (經濟日報). 2002年8月27日: 35.
30. ↑  （中文）余麗姿. . 焦點 (聯合報). 2003年8月19日: C2.
31. ↑  （中文）謝偉姝. . 電子、科技 (經濟日報). 2003年8月23日: 20.
32. ↑  （中文）龔小文. . 3C新聞網 (民生報). 2003年8月27日: A5.
33. ↑  （中文）曾仁凱. . 電子、興櫃 (經濟日報). 2004年8月19日: C6.
34. ↑  （中文）龔小文. . 3C新聞網 (民生報). 2004年8月27日: B5.
35. ↑  （中文）曾仁凱. . 焦點要聞 (經濟日報). 2004年8月27日: A3.
36. ↑  註：因為颱風來襲，7月18日的展覽期取消。
37. ↑  （中文）曾仁凱; 費家琪、陳雅蘭. . 電子科技 (經濟日報). 2005年7月13日: C3.
38. ↑  （中文）陳雅蘭. . 電子科技 (經濟日報). 2005年7月18日: C3.
39. ↑  （中文）吳貞瑩. . 消費 (聯合報). 2006年7月15日: E3.
40. ↑  （中文）古亞薇. . 生活話題 (聯合晚報). 2006年7月13日: 10.
41. ↑  （中文）李立達. . 綜合新聞 (經濟日報). 2006年7月16日: A7.
42. ↑  （中文）費家琪. . 科技產業 (經濟日報). 2006年7月5日: C7.
43. ↑  （中文）費家琪; 曾仁凱. . 科技產業 (經濟日報). 2006年7月18日: C7.

## 外部連結
- 第十二屆台北國際電信暨網路展覽會官方網站（英文）（繁體中文）
- 第十三屆台北國際電信暨網路展覽會官方網站（英文）（繁體中文）
- 第十四屆台北國際電信暨網路展覽會官方網站（英文）（繁體中文）